# 版権
版権（はんけん）は、著作権の旧称。
日本の法律用語としては、1875年（明治8年）に改正された出版條例で初出し、1899年（明治32年）に著作権法 (明治32年法律第39号)（旧著作権法）が公布されるまでの間に用いられた。この当時の「版権」は、現在の著作権法での著作権とは異なり、著作物のうちの一部である図書等（概ね現在の著作権法での「言語の著作物」にあたる）についての権利であって、脚本、音楽、写真、映画等はその対象とされていない。また、図書等についての権利の内容も、今日の著作権法における複製権、翻案権、出版権のように整理されたものではない。

## 語源
自著の海賊版に悩まされていた福澤諭吉が、1873年（明治6年）7月17日に東京府に提出した著作権保護の重要性を訴える文章の中で、「copyright」の訳語として「出版の特権、或は略して版権」と記述したことに由来する。
福澤は1873年（明治6年）4月5日に東京府に提出した書面において「著者に専売の利を帰せざれば力を費して書を著す者なし。世に著書なければ文明の以て進む可き路なし。（原文仮名:片仮名）」と述べて著作者の権利を認めることの重要性を説いている。

## 近代以前の日本の著作に関する権利
日本においては明治時代に福澤らによって版権の概念が紹介される以前は日本には著作者に著作物に関する権利はほとんどなかったとされている。
江戸時代以前において、出版物に関する権利を有していたのはその出版物の文字や絵が刻み込まれていた版木を製作した者あるいは所有していた者であった。当時は1枚の版木に文字や絵を刻んで作った版木を元に木版印刷を行って出版物を制作していたが、版木は一字一句でも刻み間違いがあれば無価値となるため、1冊の本を出版するまでに多額の費用と時間がかかった。そのため、版木自体への財産的価値が認められるとともに、そこから生み出される出版物に対する権利も派生すると考えられた。従って、版木の製作及び印刷を実際に行う版元（書物問屋・地本問屋）もしくはそのために資力を出した者、あるいは彼らから版木自体を購入した者がその版木と出版物に関する権利を有すると考えられていた。これに対して、版木に刻む文字や文章、絵の図案そのものを考案した著作者の権利は間接的に考慮されるに過ぎなかった。
ところが、1875年（明治8年）の「出版條例」の改正によって版権が導入されたことにより、出版物の主たる権利者が版木を持つ版元ではなく著作者であると規定されたことは、ほぼ同時並行して日本に導入された金属活字の導入と並んで日本の出版の世界に大混乱を与えた。版木から出版物への権利の派生が否定された上に木版印刷そのものが衰退したことで版木の財産的価値が無くなり、版木の価値＝資本の式の上に成り立っていた版元の多くが経営に行き詰まり破綻し、生き残った業者も新たな経営形態を持った印刷業・出版業・書籍流通に転換していくことになったのである。

## 法令における版権
1869年（明治2年）に施行された「出版條例」が1875年（明治8年）に改正された際に、「図書ヲ著作シ、又ハ外国ノ図書ヲ翻訳シテ出版スルトキハ三十年間専売ノ権ヲ与フヘシ　此ノ専売ノ権ヲ版権ト云フ」と規定され、「版権」という語が用いられた。この條例は、図書（現在の著作権法における「言語の著作物」に概ね相当する）のみを対象とするものであり、「版権」という語も図書について権利を念頭に置いた語で、音楽等は想定されていなかった（音楽等は別の法律で保護された）。
出版條例は出版規制の側面が強い法令であったが、1887年（明治20年）には、出版條例から「版権條例」が分離され、政府の出版者保護の姿勢がより鮮明となった。この「版権條例」をベースに、1893年（明治26年）に「版権法」が公布された。
版権法は、内務省に版権登録した上で、その出版物に「版権所有」と表示することを義務とする方式主義をとった。現代でも奥付に「版権所有」と表記されていることがあるのは、この名残である。
その後、日本がベルヌ条約に加盟するにあたり、国際水準に合わせた著作権法制が必要とされ、内務省の水野錬太郎らを中心に新しい著作権法制定が進められた。
1899年（明治32年）に公布された著作権法（明治32年著作権法、旧著作権法）では、版権という用語に代わって著作権という用語が用いられるようになり、その権利の内容も、それまで他の法律で保護されていた脚本、音楽、写真等を統合して、今日の著作権に近いものになった。

## 現代における版権の用法
現在では「版権」という用語は日本の法律では正式に用いられていない。しかし当日版権システムをはじめ、著作権や商標権などの知的財産権全般をまとめて「版権」と呼んだり、著作権を利用したビジネスのことを「版権ビジネス」と呼ぶなどの例 や、出版権の意味で使われる例、漫画・イラストレーションの同人活動では他で発表された作品・キャラクターを描いたイラスト（二次創作）のことを、アニメーションでは雑誌やキャラクターグッズなどに印刷するために描き下ろした絵のことを、「版権イラスト」「版権絵」ということがある。